# ジュッジ鳥類国立公園
ジュッジ鳥類国立公園（ジュッジちょうるいこくりつこうえん、Parc national des oiseaux du Djoudj ; PNOD）は、サン＝ルイの北約60kmに位置するセネガルの国立公園。西アフリカではモーリタニアのバン・ダルガン国立公園に次ぐ重要な野鳥の繁殖地とも言われており、1981年にユネスコの世界遺産に登録された結果、日本ではその英語登録名に基づく「ジュッジ国立鳥類保護区」という呼称でも知られている。

## 歴史
1971年に設定され、1975年に拡張された。1980年にはラムサール条約登録地となり、翌年に世界遺産にも登録された。また、2005年に登録された「セネガル川三角州越境生物圏保護区」の一部でもある。
2021年1月、鳥インフルエンザによりペリカンの幼鳥74羽などの死亡が確認されたため、同月23日に保護区の閉鎖が行われた。

## 地理
ジュッジはセネガル川の三角州に広がる16000ヘクタールの土地で、この盆地はサヘル唯一の緑地帯である。

## 種の多様性

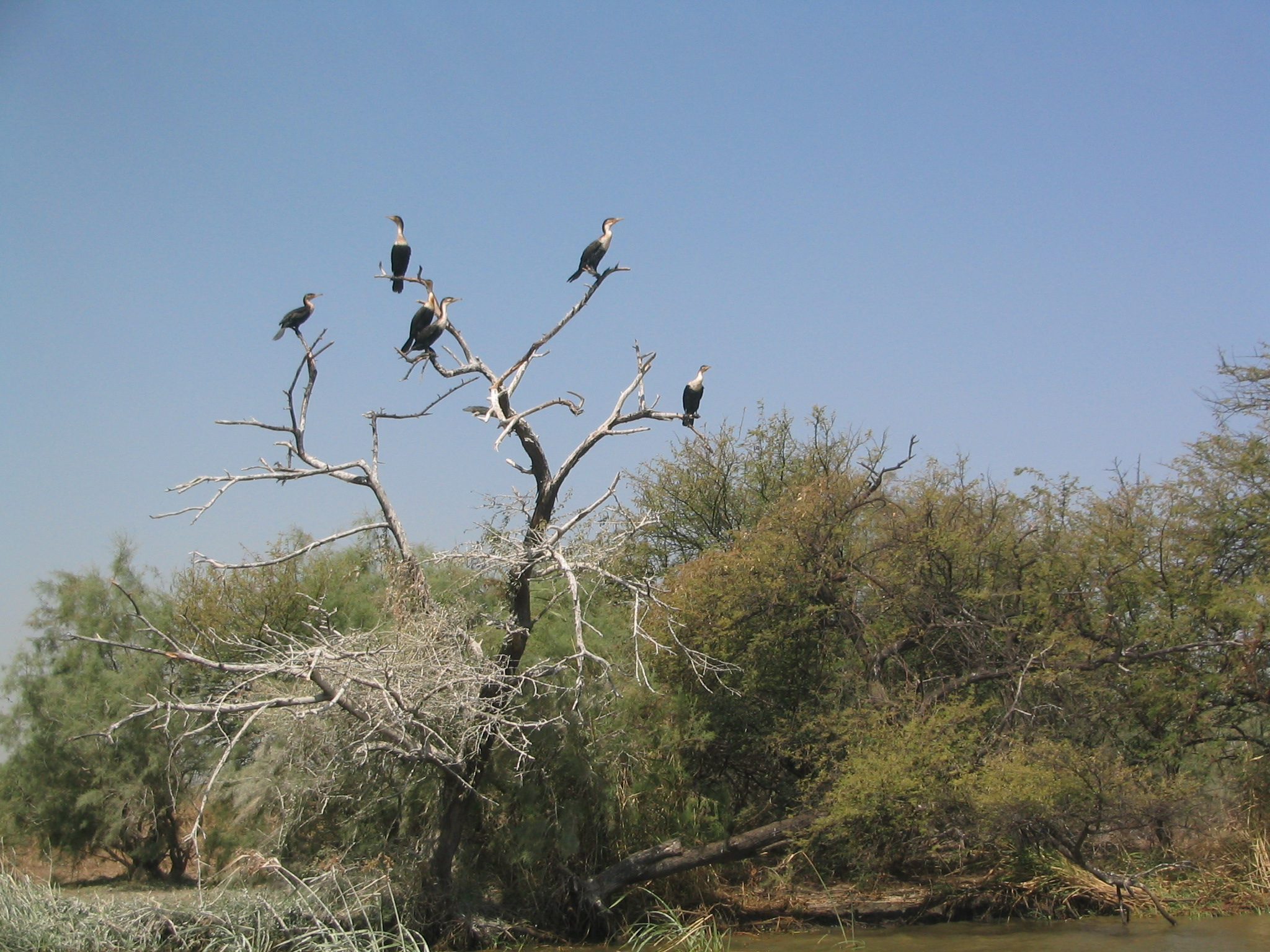
公園内の鵜

植生はサヘル地帯のギョリュウ科のサバナおよび湿潤地帯のヨシ原からなる。
この地に飛来する350種を越える渡り鳥の数は、300万羽以上と推測されている。この中にはフラミンゴ、ペリカン（モモイロペリカン）、サギ（ムラサキサギ、アフリカヘラサギ、ダイサギ、ゴイサギ）、ウ類（カワウ）などが含まれる。また、ハシビロガモ、オナガガモ、コガモなどのカモの数が多い。さらに、カワセミ類、ミサゴなども観察できる。

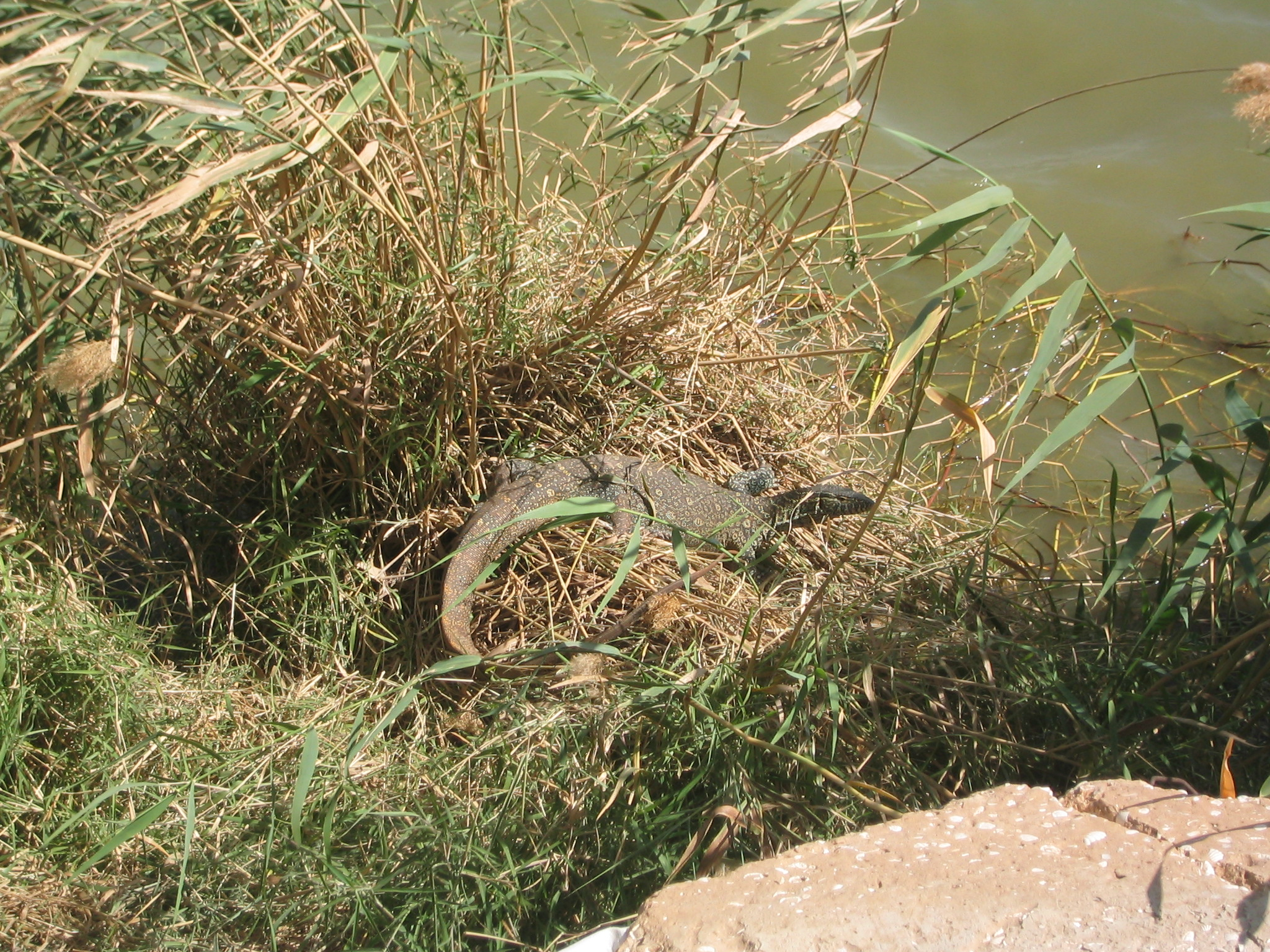
公園内のオオトカゲ

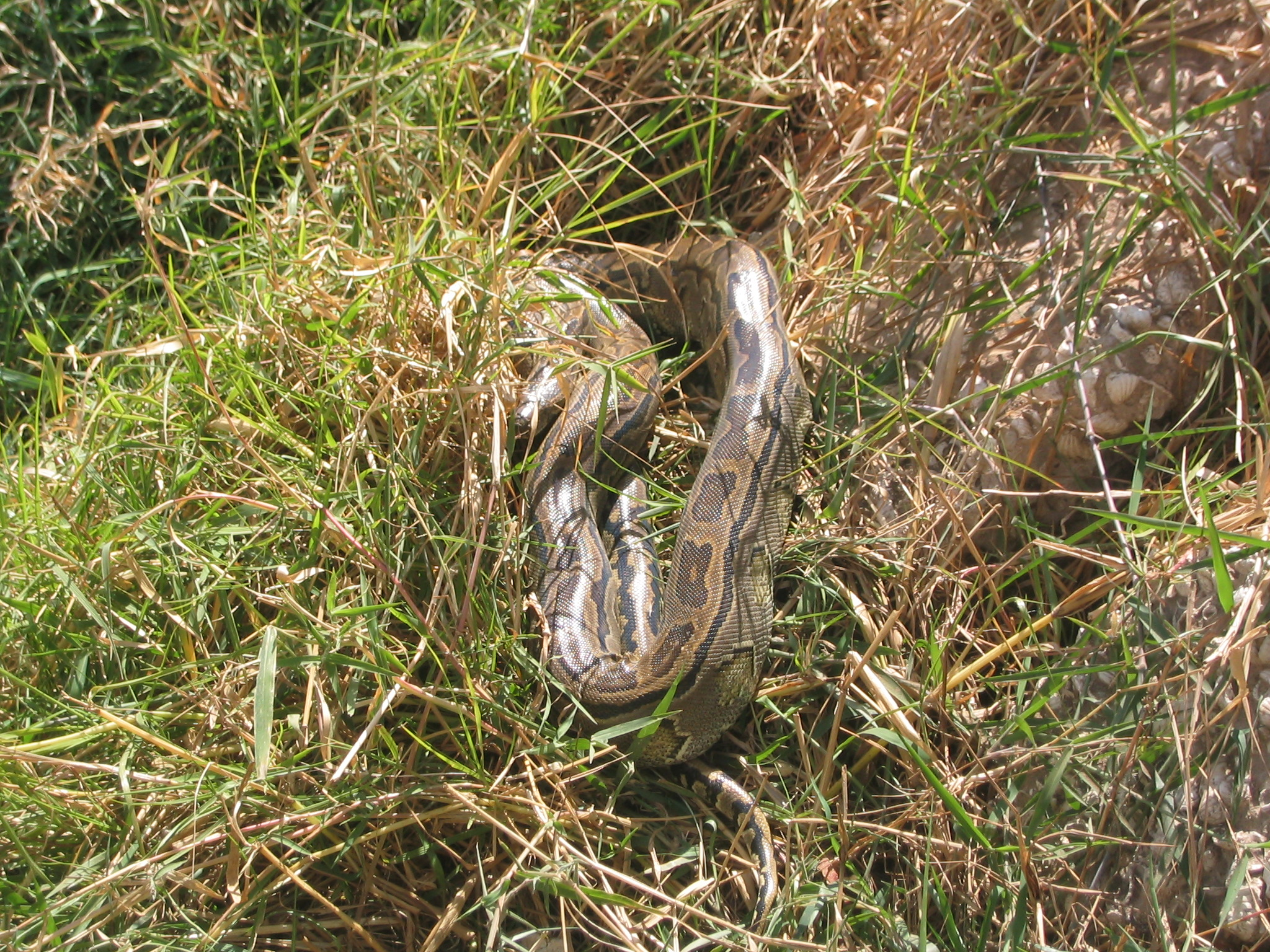
公園内のニシキヘビ

鳥以外の生物としては、オオトカゲ、ニシキヘビ、あるいは小型のクロコダイルなどが茂みに生息している。また、哺乳類では、ウシ、パタスモンキー、イボイノシシ、ハイエナ、サーバル、ドルカスガゼル、マナティーなどが生息している。
1993年にボタンウキクサ、サワスズメノヒエ、ヒメガマなどの蔓延により、モントルーレコードに登録された。

## 観光
公園は11月初旬から4月末まで開いている。

## 世界遺産

### 登録基準
この世界遺産は世界遺産登録基準のうち、以下の条件を満たし、登録された（以下の基準は世界遺産センター公表の登録基準からの翻訳、引用である）。
- (7) ひときわすぐれた自然美及び美的な重要性をもつ最高の自然現象または地域を含むもの。
- (10) 生物多様性の本来的保全にとって、もっとも重要かつ意義深い自然生息地を含んでいるもの。これには科学上または保全上の観点から、すぐれて普遍的価値を持つ絶滅の恐れのある種の生息地などが含まれる。

### 危機遺産登録
ジュッジ鳥類国立公園は、二度にわたって危機遺産に登録されている（1984年から1988年までと、2000年から2006年）。
1985年にセネガル川上流にディアマ・ダムが建設された。この目的は平坦な土地が多いセネガルの河川で乾季に見られる塩水の遡上を食い止める目的だったが、稼働してから、水質の低下、養分の減少、川の砂詰まりなどが専門家によって確認されるようになった。こうした変化は、動物相・植物相を脅かすものである。2000年の危機遺産登録時には外来種の水草の繁殖による固有の生態系への脅威が問題とされた。
2006年のトリインフルエンザ流行時には、セネガルでは発症が確認されることはなかったものの、鳥たちの監視が実施された。